# S/2004 S 6
S/2004 S 6 – tymczasowe oznaczenie przypuszczalnego księżyca Saturna. Na zdjęciach zrobionych z sondy Cassini w październiku 2004 r. zaobserwowano zagęszczenie materii, bardzo blisko pierścienia F Saturna. Naukowcy podejrzewają, że w jego centrum znajdował się niewielki księżyc, choć mogła to być jedynie chmura pyłu.
W tym samym roku zaobserwowane zostały dwa inne obiekty, oznaczone S/2004 S 3 i S/2004 S 4, których nie udało się zaobserwować nigdy później. S/2004 S6 był widziany jeszcze kilka razy, chociaż nie za każdym przelotem sondy przez ten rejon. Prawdopodobnie księżyc wewnątrz zaobserwowanej pyłowej chmury (o ile istnieje) jest bardzo mały, o średnicy nie większej niż 5 km. Dalsze obserwacje powinny potwierdzić lub zaprzeczyć jego istnieniu.
Taki obiekt, z orbitą przecinającą pierścień F tłumaczyłby dziwną, spiralną strukturę zewnętrznej części tego pierścienia.